# Nhà ngục Đăk Mil
Nằm dọc theo quốc lộ 14, cách trung tâm thành phố Gia Nghĩa khoảng 60 km, Nhà ngục Đắk Mil nằm trong địa phận huyện Đắk Mil, là một di tích lịch sử oai hùng mang đậm dấu ấn thời gian. Sáng 31 tháng 12, tại thôn 9A, xã Đăk Lao, huyện Đăk Mil, Sở Văn hóa Thể thao và Du lịch tỉnh Đắk Nông đã tổ chức lễ khánh thành di tích. Nhà ngục được công nhận là Di tích lịch sử Quốc gia theo quyết định số 10/2005/QĐ-BVHTT ngày 17 tháng 03 năm 2005.

## Địa điểm
Hiện nay Nhà ngục Đăk Mil thuộc địa phận thôn 9A, xã Đăk Lao, huyện Đăk Mil, tỉnh Đắk Nông, có vị trí địa lý:

##### - Phía Đông giáp đường liên thôn 9A, xã Đak Lao.

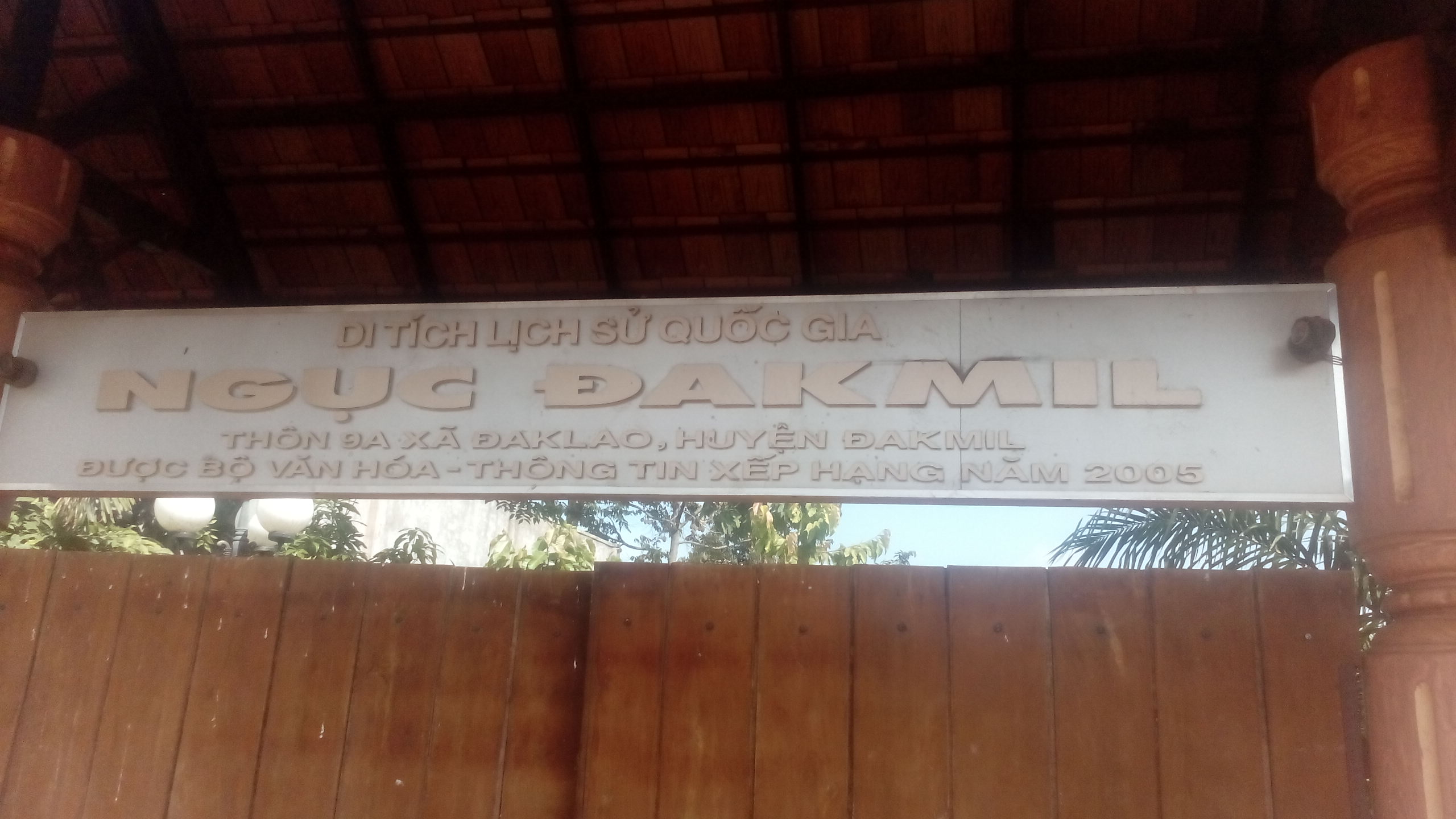

#### Vĩ độ(E): 12°45’84".

##### -Phía Bắcgiáp đất thổ cư bà Nguyễn Thị Lý.
Di tích Nhà ngục Đăk Mil nằm gần trung tâm thị trấn Đăk Mil, cách tỉnh lỵ Đắk Nông 69 km theo đường bộ. Đường đi đến di tích rất thuận lợi, khách tham quan có thể đi bằng mọi phương diện cơ giới. Từ thị trấn Gia Nghĩa theo quốc lộ 14 hướng Tây Bắc đến ngã ba huyện Đăk Mil rẽ trái khoảng 1 km vào UBND xã Đak Lao, đi tiếp hơn 100m tới ngã ba đầu tiên, rẽ phải khoảng 50m là đến di tích.

## Lịch sử
Lịch sử nhà ngục gắn liền với sự kiện lịch sử Nhà đày Buôn Ma Thuột - một di tích Quốc gia đã được công nhận ngày 10/7/1980 theo quyết định số 92/ BVHTT.
Năm 1940, phong trào Cách mạng nổ ra khắp nơi trên cả nước, do số lượng tù chính trị tại Nhà đày Buôn Ma Thuột ngày càng đông và để phục vụ thi công tuyến đường xuyên qua cao nguyên M’Nông bên cạnh nhà tù Buôn Ma Thuột thực dân Pháp cho xây dựng nhà ngục này (nay thuộc huyện Đăk Mil, Đắk Nông) giữa một khu rừng già, nơi rừng thiêng nước độc dùng để giam tù chính trị. Nhà ngục Đăk Mil trở thành một cơ sở cách mạng trên địa bàn huyện và đã chứng kiến nhiều lần vượt ngục của những người chiến sĩ Cộng sản Việt Nam
Từ năm 1940 đến 1943, nơi đây đã giam giữ hàng trăm lượt chiến sĩ cộng sản, có thời điểm lên đến 120 người. Các chiến sĩ cách mạng bị đày ở Nhà ngục Đăk Mil từ năm 1941 đến năm 1943: Chu Huệ, Hồ Tùng Mậu, Nguyễn Tạo, Trần Hữu Doánh, Trương Vân Lĩnh, Nguyễn Khải, Trần Tống, Lê Nam Thắng ….
Cuối năm 1943 người Pháp chuyển toàn bộ số tù ở đây về nhà ngục Buôn Ma Thuột và cho phá hủy ngục Đăk Mil.

## Kiến trúc
Nhà ngục Đăk Mil thời xưa được dựng trên một khoảng đất giữa rừng núi u ám của huyện Đăk Mil. Bên ngoài dãy Nhà ngục 9 gian thưng bằng gổ, mái lợp tranh là hàng rào gỗ được chèn chặt bằng giây thép gai. Bên trong Nhà ngục lối đi được đặt ở giữa 2 dãy sàn gỗ có đủ cùm chân, xiềng tay, mỗi một chiếc cùm có treo 4 ống tre: 2 ống trên đựng nước uống, 2 ống dưới đựng nước tiểu và phân .

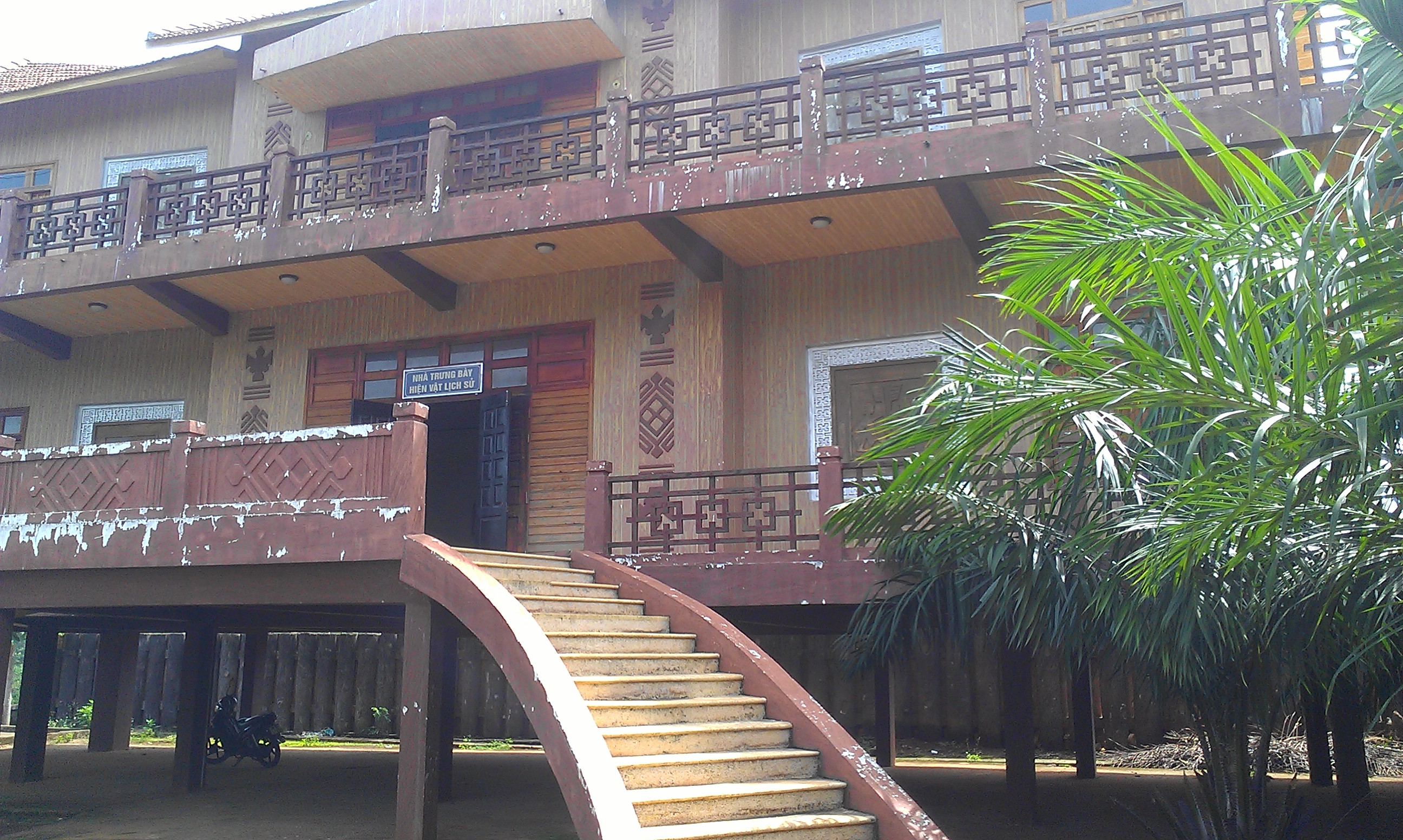
Nhà trưng bày nhà ngục Đăk Mil

Trải qua một thời gian dài, Nhà ngục Đăk Mil đã bị đổ nát và trở thành phế tích. Hiện nay, vào ngày 31/12/2010, sau hơn hai năm tiến hành trùng tu, tỉnh Đắk Nông đã hoàn thành việc khôi phục, xây dựng Di tích lịch sử quốc gia Nhà ngục Đăk Mil tại thôn 9A, xã Đắk Lao (Đắk Mil). Công trình do Bộ VHTT&DL đầu tư với tổng kinh phí trên 9 tỷ đồng. Toàn bộ di tích nằm giữa khu dân cư đông đúc với diện tích khoảng gần 1 ha, với 2 hạng mục chính là nhà ngục và nhà trưng bày các hiện vật. Nhà ngục đã được tái hiện với diện tích tương tự nhà ngục trước đây thực dân Pháp đã dựng nên, hiện vẫn còn nền móng cũ.

## Hoạt động

### Sinh hoạt của tù nhân
Hàng ngày việc làm của các chiến sĩ là đan lát thúng, nia và đóng gạch, đêm về ngủ trong tư thế bị cùm, bữa ăn hàng ngày là gạo mục và cá thối. Ốm đau, ghẻ lở, đói rét trở thành "bạn đồng hành" của các tù nhân nơi đây.
Đầu năm 1942, các chiến sĩ tổ chức được cái tết đầu tiên trong ngục, đòi hỏi phải được nghỉ 3 ngày, được diễn tuồng, ngâm thơ, đánh cờ tướng, tổ chức đón tết… và được trang trí câu đối tết:
" Tối ba mươi vắng mặt múa trò hề
Để thấy vênh vang điều giục họ
Sáng mồng một tổ sân xoay cờ tướng
Tây vào ngơ ngác cũng xa va.

(trích theo lời kể của đồng chí Lê Nam Thắng, nguyên là thiếu tướng tư lệnh quân khu Thủ Đô).

### Vượt ngục
Vào khoảng cuối tháng 6 – 1942, lò gạch đầu tiên đốt xong 40.000 viên, đun trong thời gian 4 ngày và để 10 ngày sau ra lò thì hầu hết gạch bị vỡ vụn, chỉ còn lại 2.000 viên là nguyên vẹn. Thực hiện đúng chủ trương của Ban chỉ đạo Nhà ngục, các chiến sĩ đã thành công trong việc phá lò gạch (bằng cách khuấy muối vào nước suối trộn với đất, khi gạch còn sống thì bình thường nhưng khi nung chín thì vỡ vụn; để có muối, trước ngày đi làm gạch họ liên hệ với đồng chí Thuần - phụ trách bếp lấy muối giấu vào người, ra đến công trường lén bỏ muối vào nước để trộn chung với đất đóng gạch).
Ngoài hoạt động phá rối gây thất bại kế hoạch mở rộng Nhà ngục của thực dân Pháp, Ban chỉ đạo Nhà ngục Đăk Mil còn âm thầm nghiên cứu và đề ra các kế hoạch tổ chức vượt ngục. Ngoài việc lựa chọn người, chuẩn bị vật dụng thì các chiến sĩ còn phải nghiên cứu tình hình địa phương và học thêm tiếng dân tộc địa phương (M'nông, Êđê...)
- Vượt ngục lần thứ nhất

Cuộc vượt ngục thứ nhất của bốn đồng chí: Trương Vân Lĩnh, Nguyễn Tạo, Trần Hữu Doánh và Chu Huệ. Để đánh lừa được Cai ngục và lính canh với chế độ kiểm tra nghiêm ngặt, cứ 30 phút lính đi kiểm tra tù nhân một lần dọc theo sạp nằm, đếm từng bàn chân trong cùm.

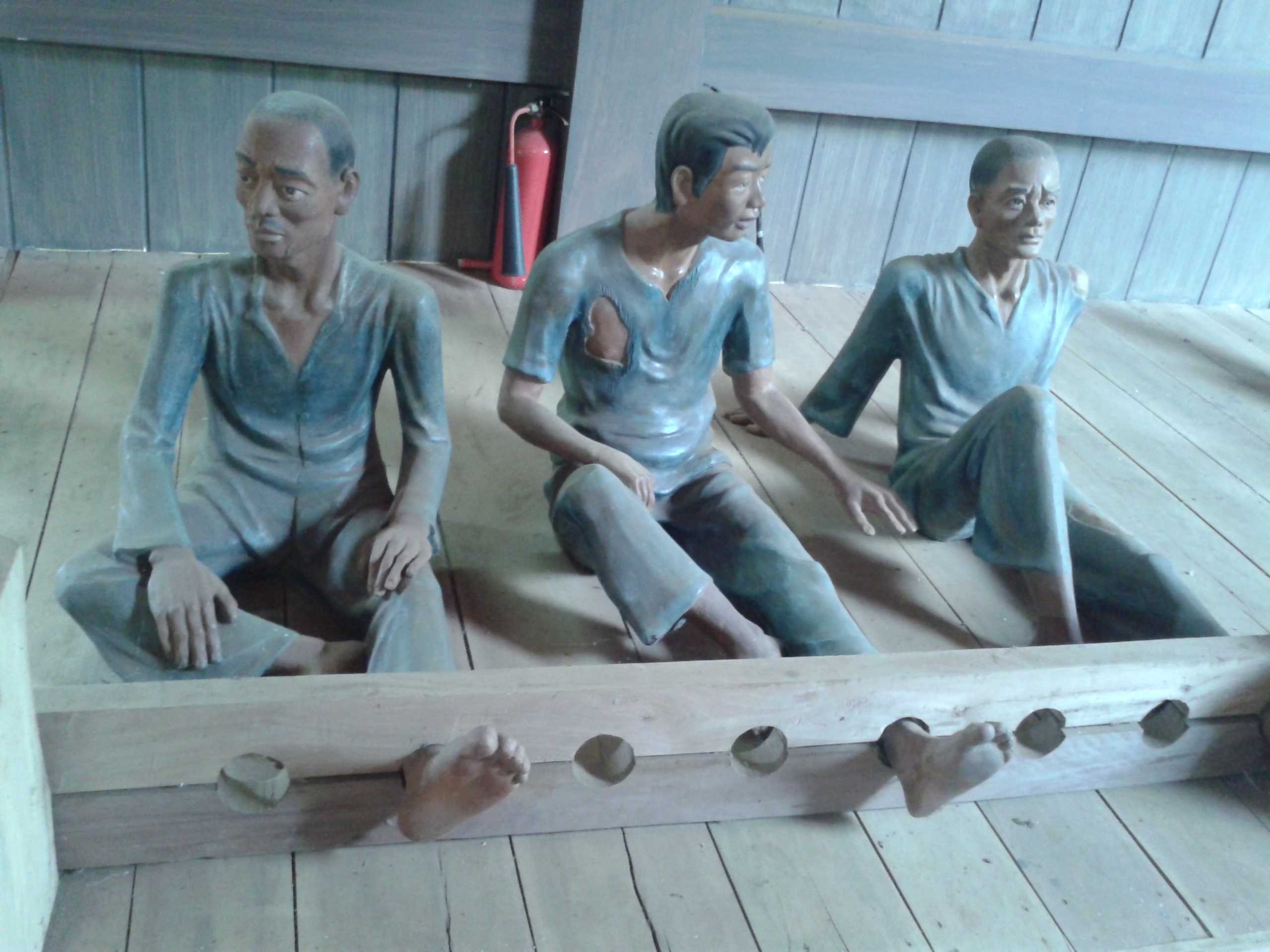

 Các chiến sĩ từ lâu đã chuẩn bị những bàn chân giả bằng gỗ, mỗi ngày bẫy cùm ra một chút để dễ dàng rút chân ra khi hành sự.
Vào một đêm tối trời mùa đông, sau đợt kiểm tra chân tù nhân lần đầu trong đêm, họ liền rút chân ra khỏi cùm và thế vào đó bàn chân gỗ, phía trên ngụy trang bằng cách đắp kín chăn và sau đó ra thẳng cửa chính trốn thoát. Đến sáng hôm sau khi điểm danh, phát hiện thì họ đã đi xa, ngoài vùng kiểm soát của Cai ngục.
Đây là cuộc vượt ngục đầu tiên của tổ chức tù chính trị trong Nhà ngục Đăk Mil 
- Vượt ngục lần thứ hai

Cuộc vượt ngục lần thứ hai của ba đồng chí: Nguyễn Khải (Nguyễn Tuy), Trần Tống và đồng chí Nhân. Sau khi đã nghiên cứu, tìm tòi nhiều điểm sơ hở trong việc quản lý nhà tù, Ban lãnh đạo Nhà ngục đã bố trí 3 đồng chí trên trốn ra ngoài bằng cách chui trước vào bồn đi lấy nước có nắp đậy. Ngày hôm sau như thường lệ các chiến sĩ vẫn đẩy xe bò ra suối lấy nước, trên đường đi ta âm thầm rút chốt xe vứt dọc đường rồi hô là bị rớt mất chốt 

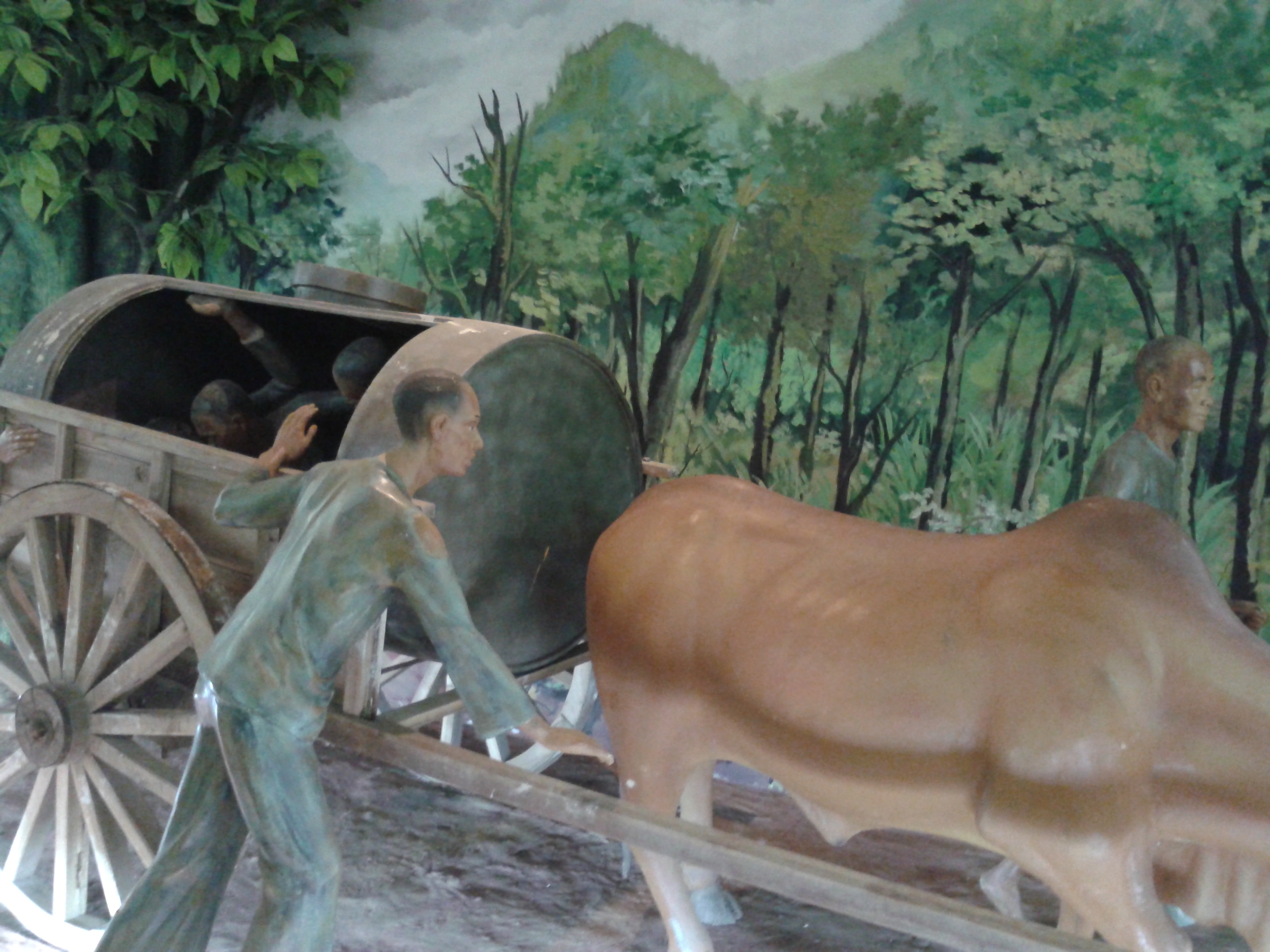

phải quay trở lại tìm. Sợ tù trốn thoát, lính gác phải đi theo canh gác 4 người đẩy xe nước này. Đây chính là lúc các đồng chí Tống, Khải, Nhân chui ra khỏi bồn nước chui vào rừng và cũng có nghĩa là 3 người đã thoát khỏi nhà ngục. Tuy nhiên 4 đồng chí là Hãng, Mai, Diệp và Liễn đã bị bắn chết (6-1943) rồi vứt xác vào rừng trên đường về Nhà đày Buôn Ma Thuột vì họ bị nghi là bốn đồng chí đã tổ chức cho cuộc vượt ngục này.

## Thư viện ảnh[11]

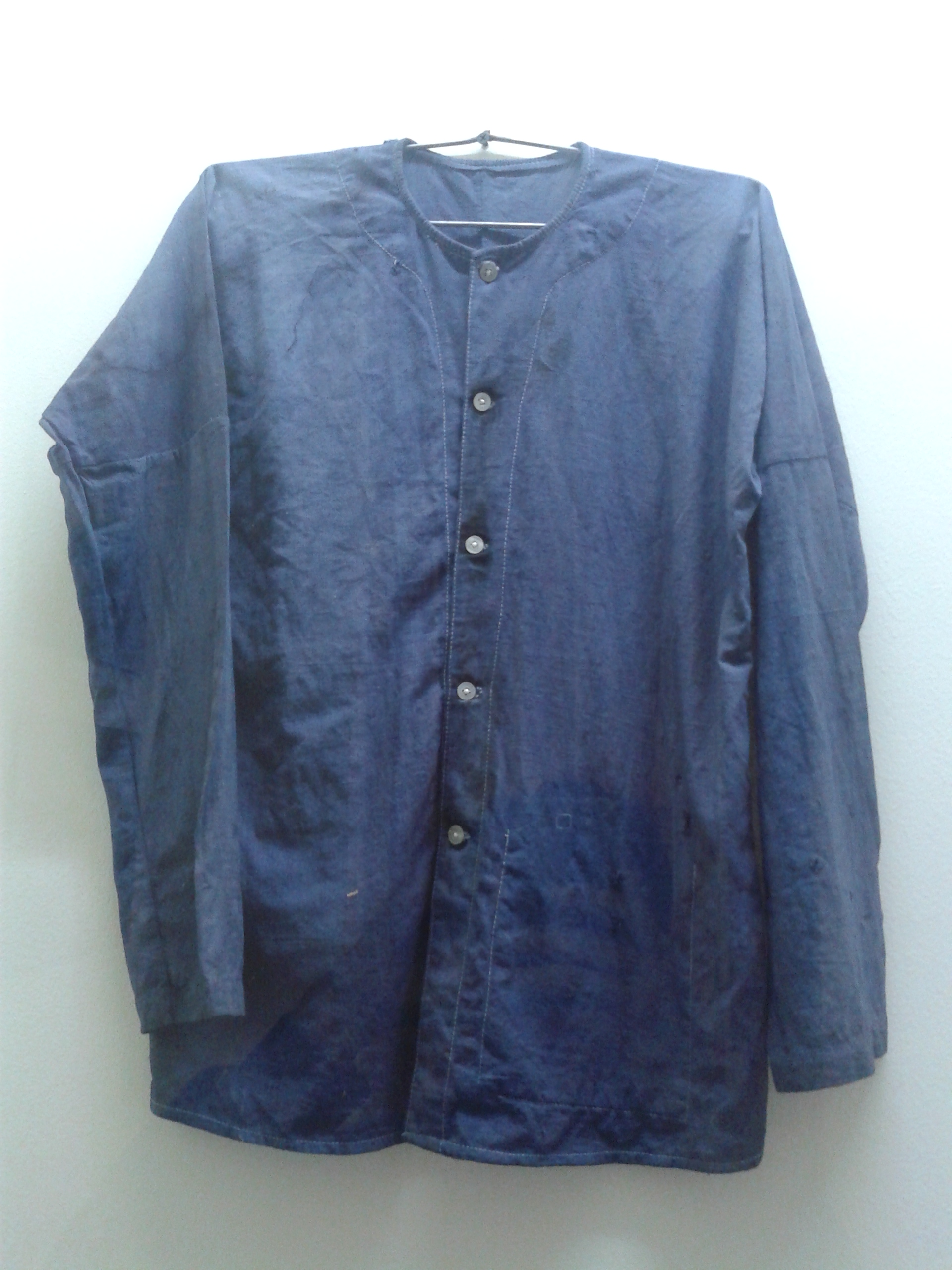
Áo tù nhân.
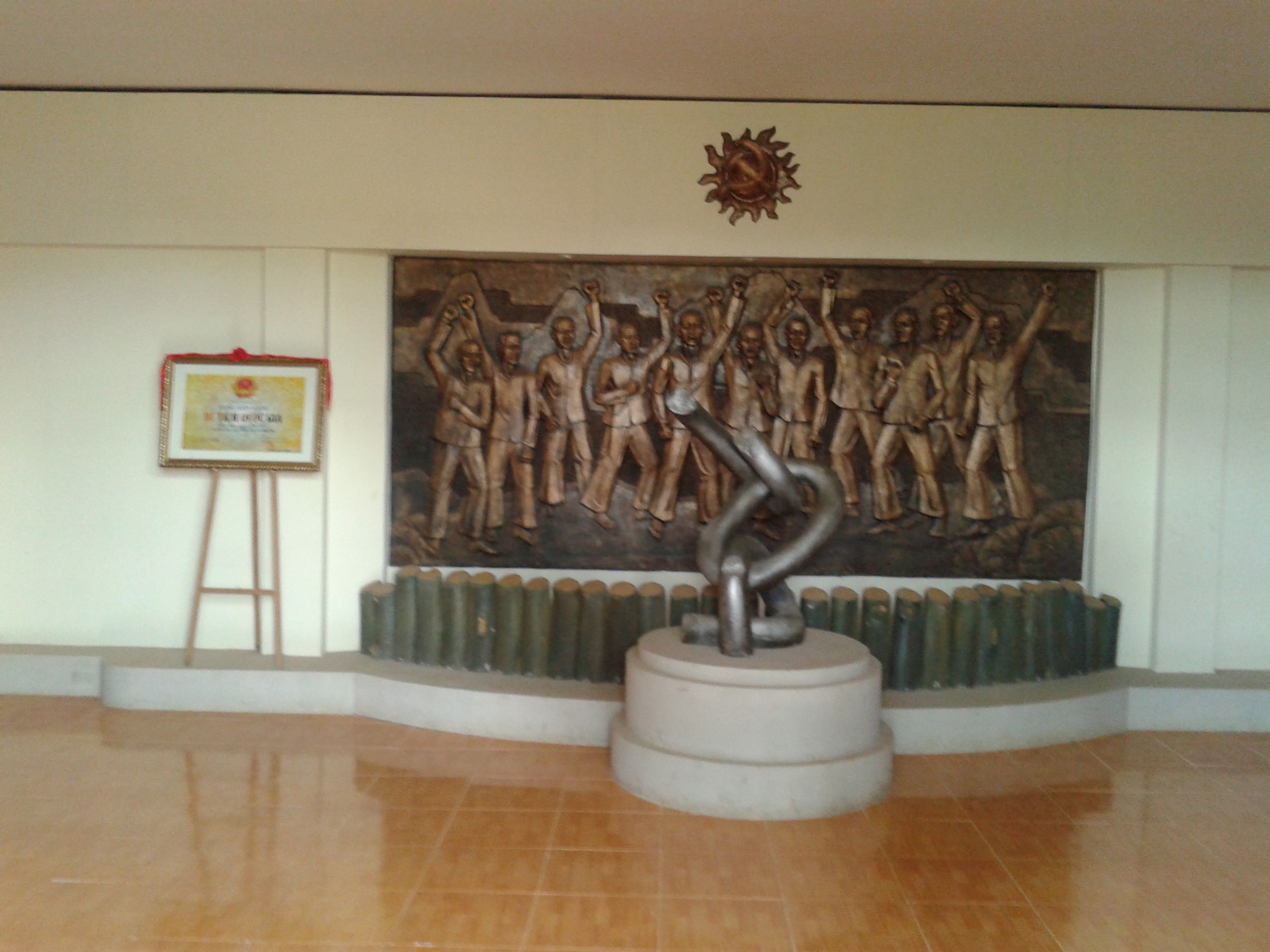
Khu trưng bày.
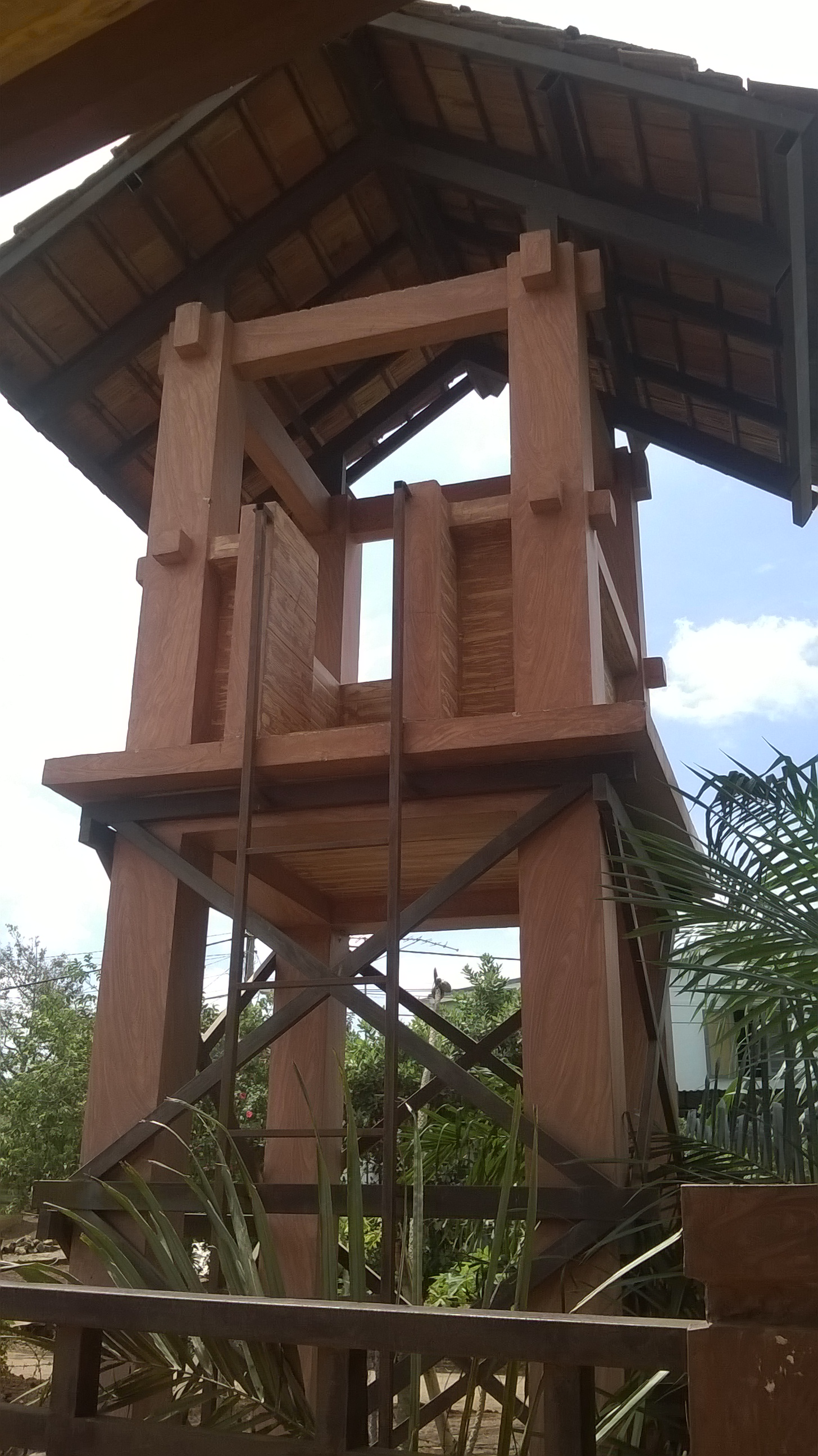
Tháp canh.
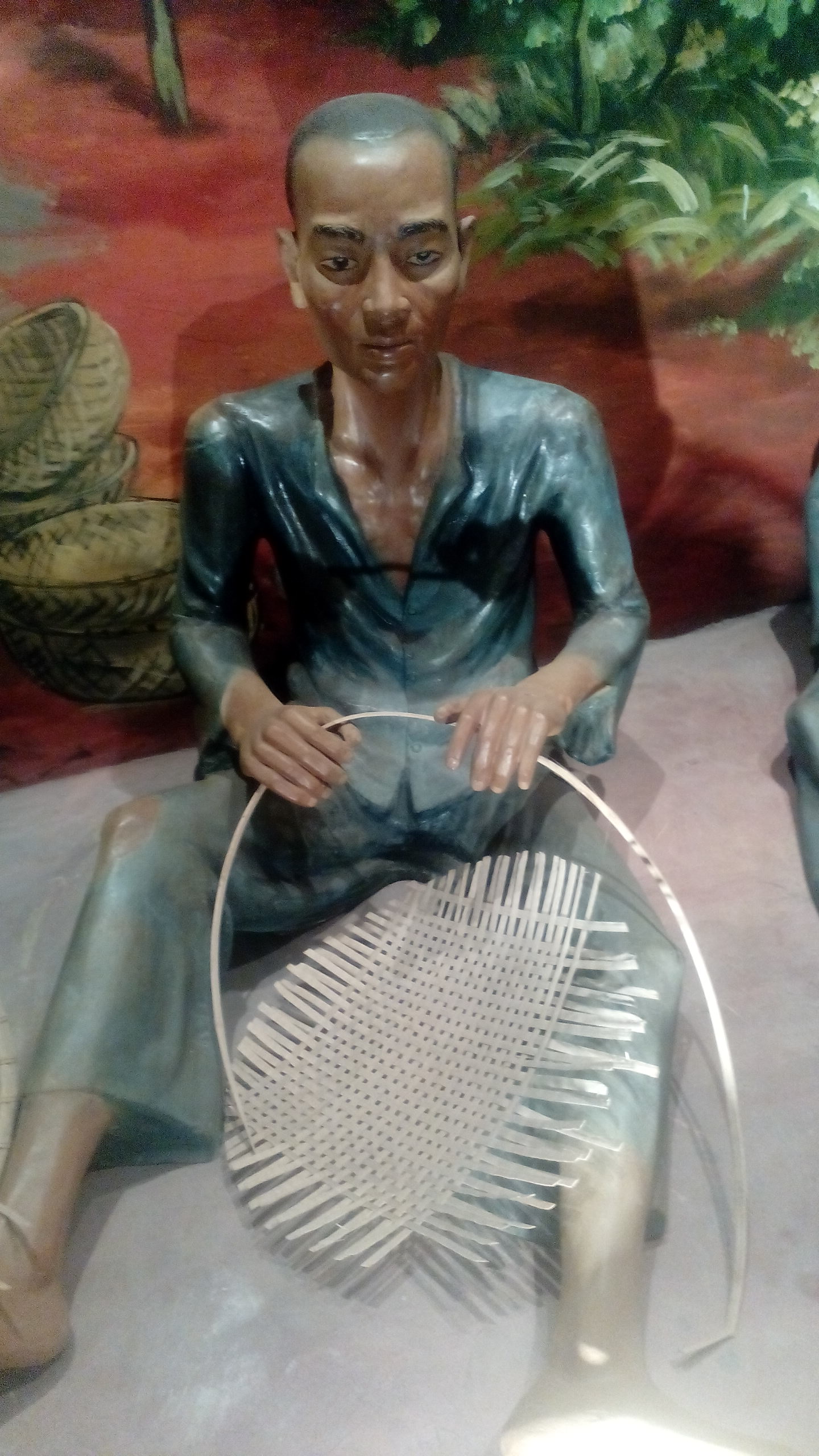
Đan lát.
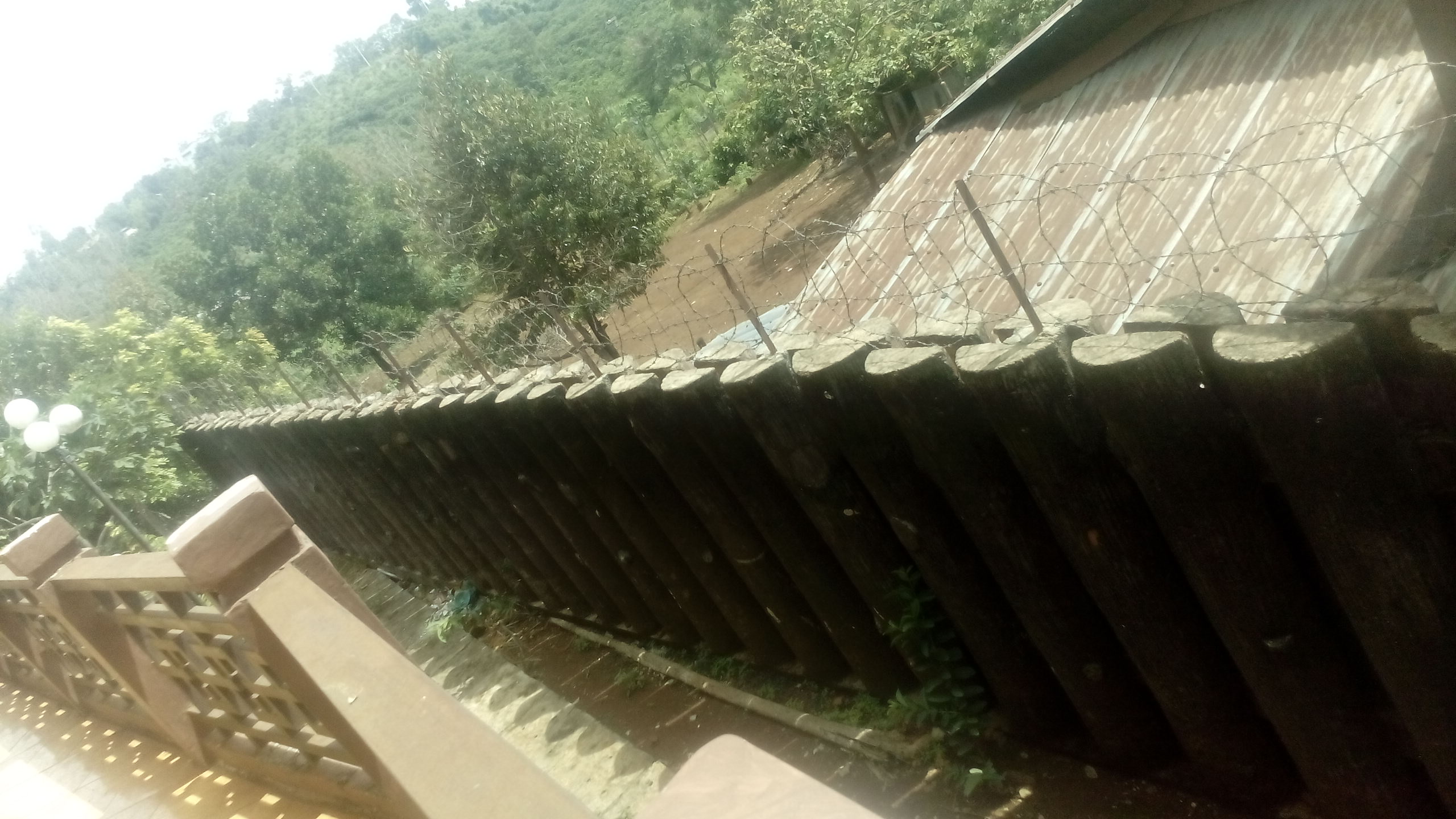
Hàng rào.

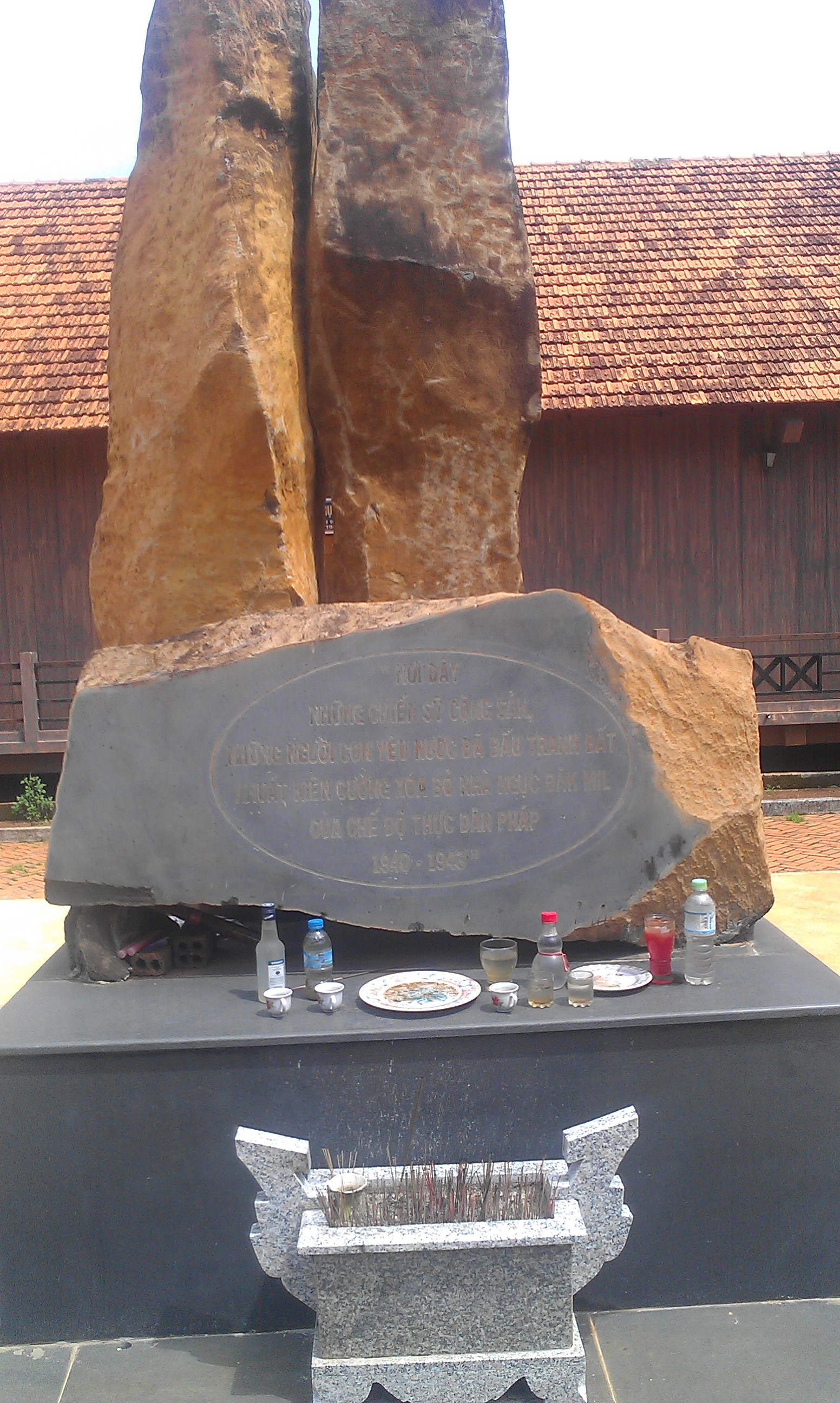
Đài tưởng niệm
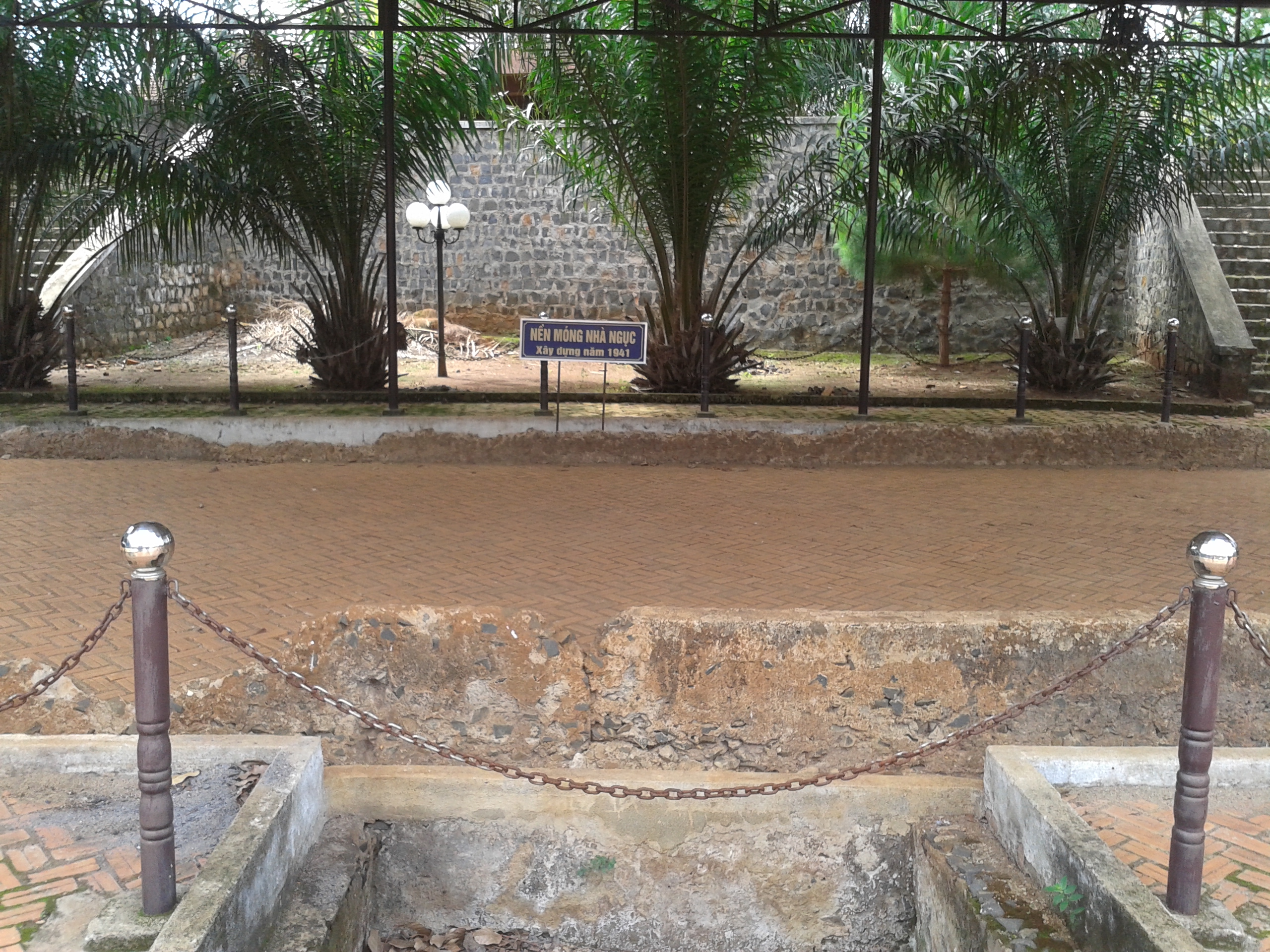
Móng nhà tù cũ
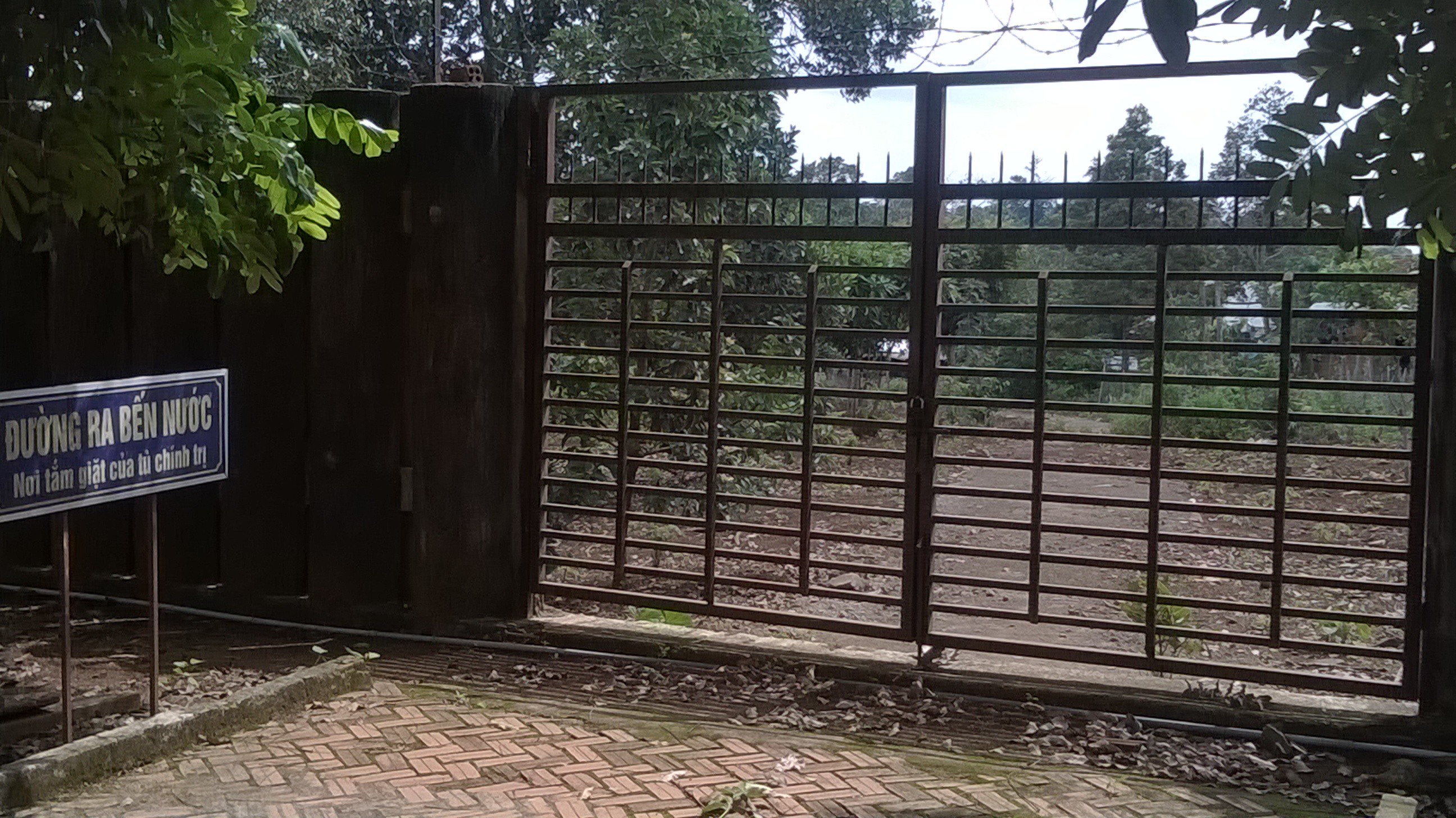
Đường ra bến nước
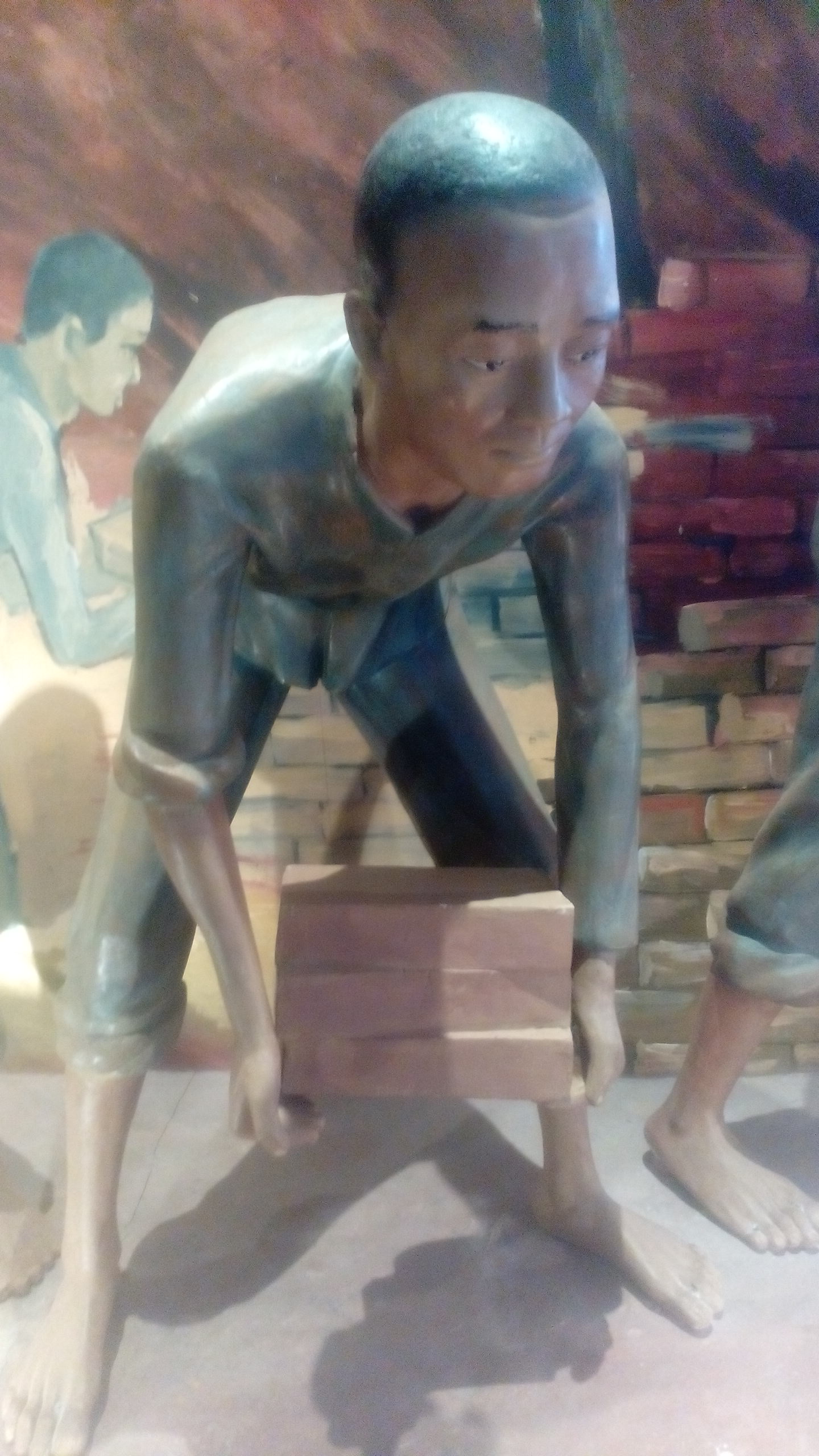
Đóng gạch

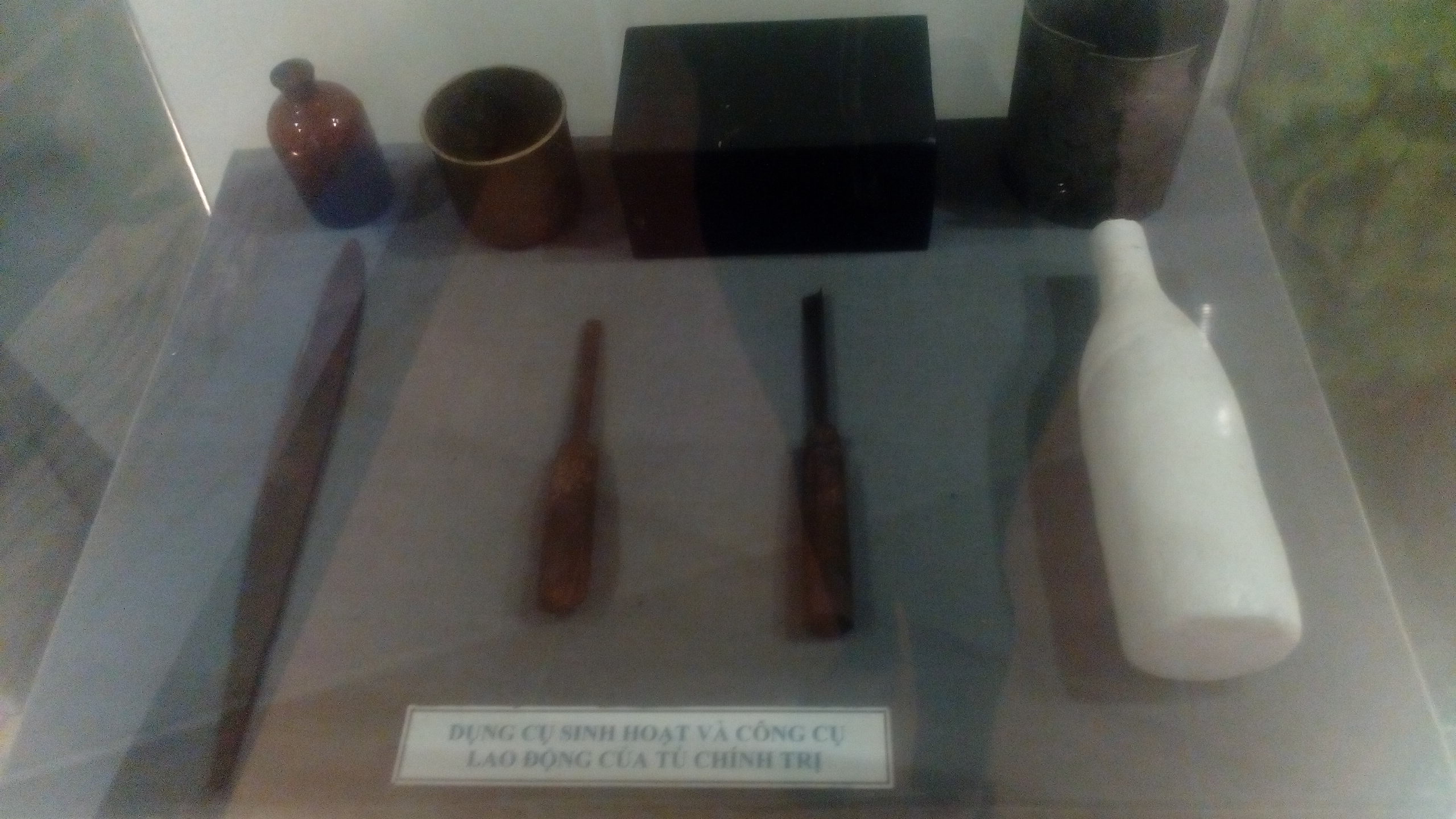
Đồ dùng sinh hoạt
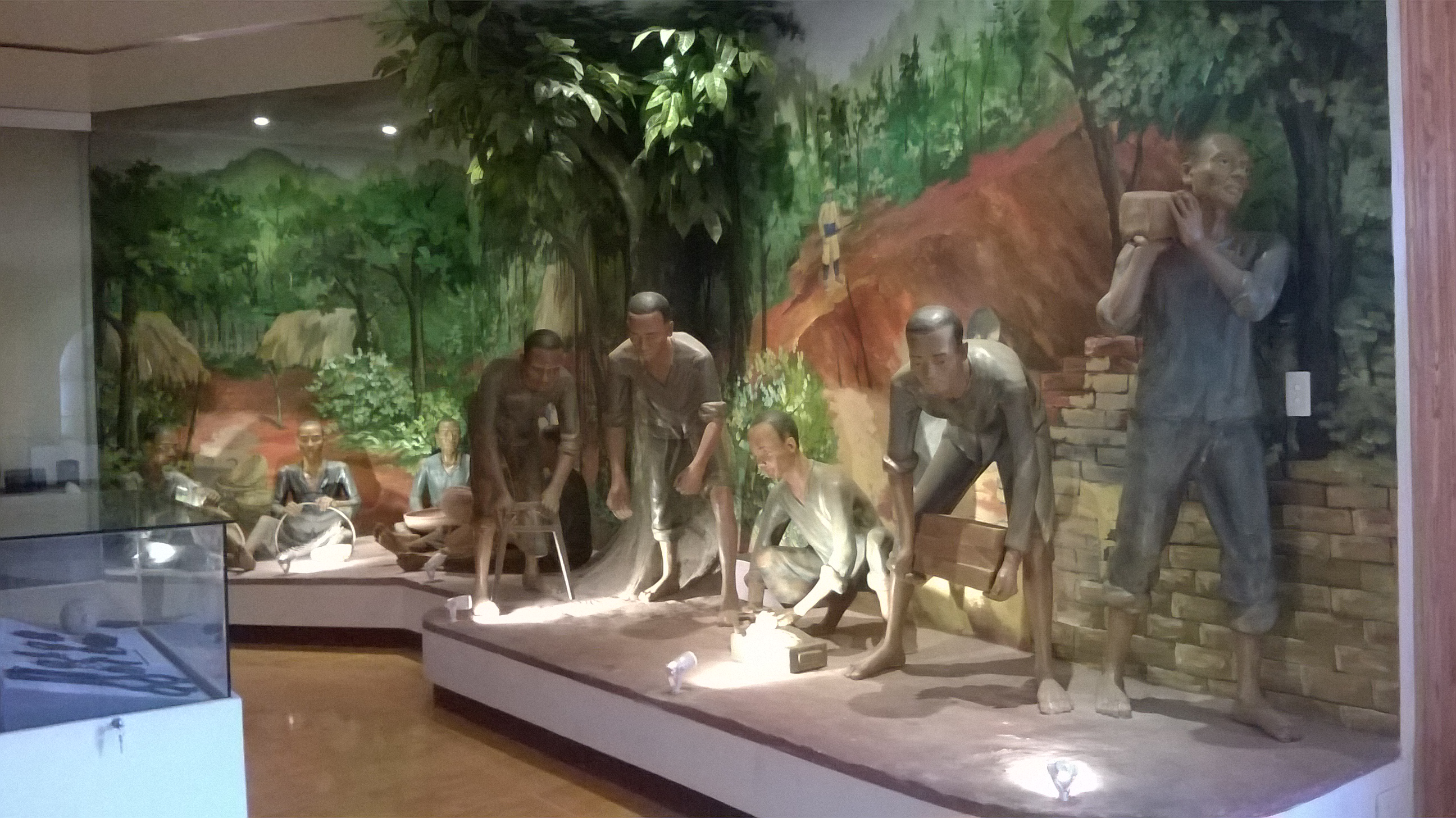
Toàn cảnh đóng gạch
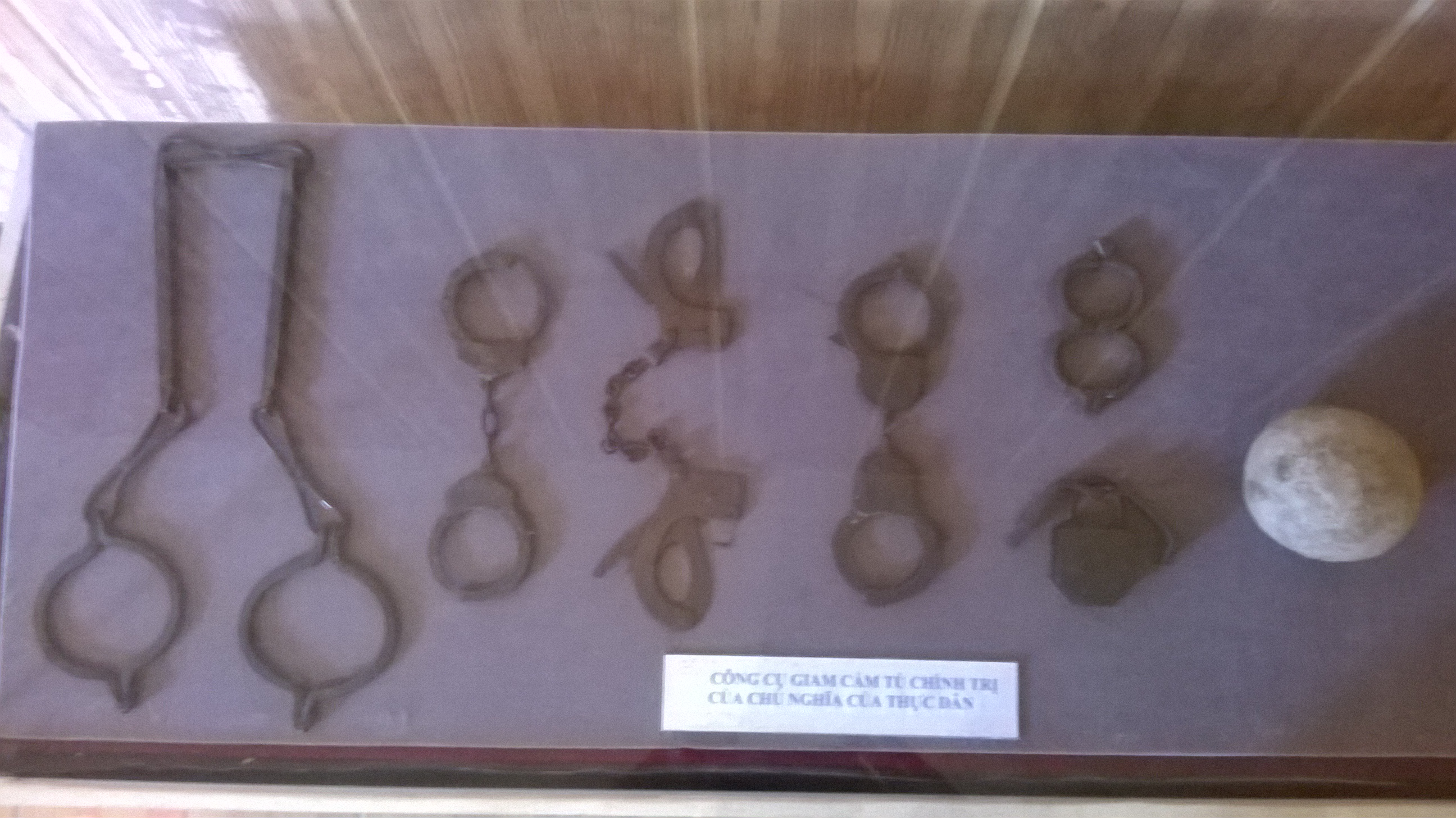
Công cụ giam giữ
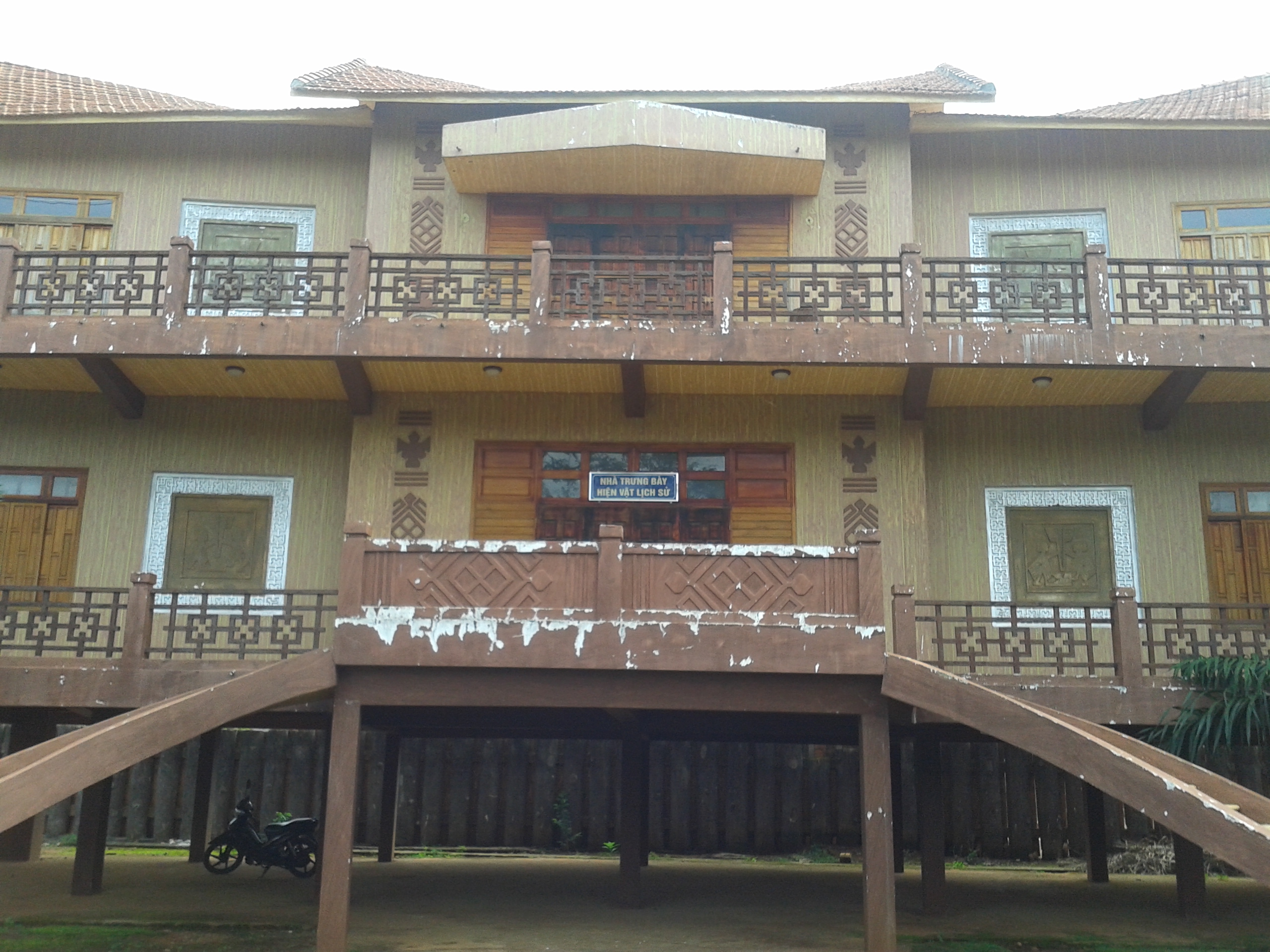
Bên ngoài khu trưng bày
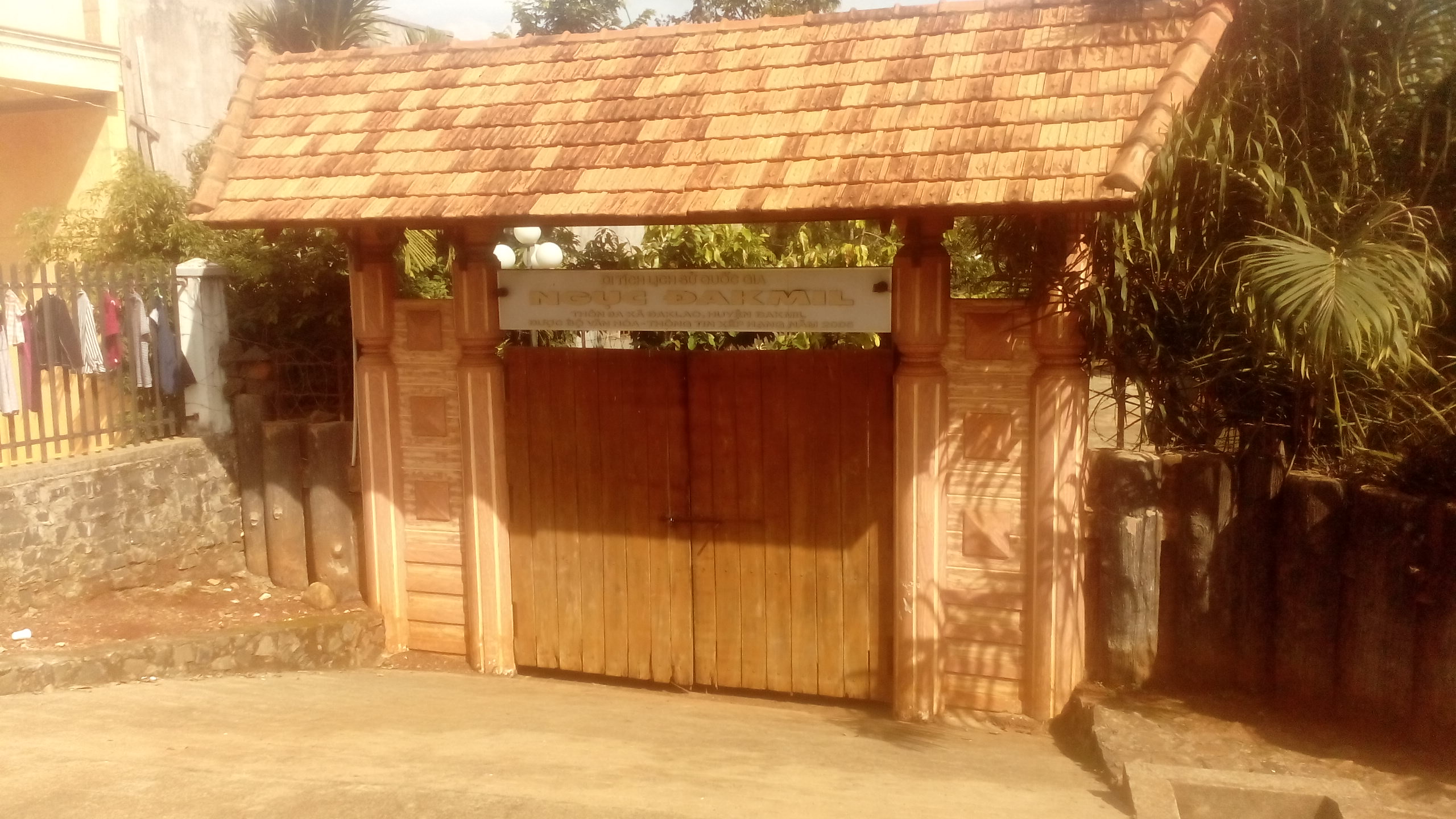
Cổng vào Nhà ngục